# Aflytningscentralen i Helsingør
Aflytningscentralen i Helsingør i Sct. Olaigade 19 aflyttede fra sommeren 1944 til 17. januar 1945 Gestapo i Helsingør og Københavns telefon- og fjernskrivertrafik. Det reddede mange modstandsfolk og politibetjente fra arrestation.

## Begyndelse
Aflytningen begyndte, da den tyske telefonarbejder Karl Otto Bakowski fandt en "død" telefonlinje uden på huset Sct. Olaigade 19 i Helsingør, hvor han boede. Bakowski var flygtet fra Tyskland efter Rigsdagsbranden i 1933 og havde siden Besættelsen boet illegalt hos skomager Larsen. Bakowski kontaktede den danske telefonmontør C.B. Hansen, og de fandt ud af at bruge linjen til aflytning. Hansen byggede et aflytningsapparat og sørgede for at bryde ind på linjen hos Helsingørs telefoncentral ved et krydsfelt. Det gjorde det muligt at aflytte alle telefonsamtaler til og fra Gestapos hovedkvarter i Helsingør i villa "Wisborg" på Sdr. Strandvej 29.
Senere blev det endda muligt at aflytte samtaler mellem Wisborg og Gestapo-hovedkvarterne i København: Shellhuset og Dagmarhus. Det blev ligefrem en regulær telefoncentral ved yderligere foranstaltninger, så udgående samtaler til Tyskland kunne aflyttes lige som telefonsamtalerne på den tyske værnemagts eget telefonnet fra hovedkvarteret i Kastellet og Oslo-København. 

## Bakowski
Bakowski var på grund af sin baggrund yderst egnet til jobbet som telefonaflytter. De specielle tyske tekniske og militære gloser forstod han bedre end nogen dansker, og den danske gruppe, der stod for aflytningen, havde problemer med da også at skaffe afløsere for ham. Det betød, at han måtte sidde ved hovedtelefonerne i lange stræk, i nogle tilfælde op til 22 timer ad gangen. Meddelelserne var også af så stor vigtighed, at han fik ordre til ikke at deltage i andet modstandsarbejde, da han kunne risikere afsløring.
Som en sikkerhed installeredes to mikrofoner i gadedøren, så Bakowski kunne høre uindbudne gæster.

## Arbejdets resultater
De vigtigste informationer fra aflytningen var viden om de arrestationer, Gestapo planlagde. To gange om dagen udfærdigede Bakowski lister over dem, og de blev sendt til modstandsgrupperne Holger Danske, Ringen og Frihedsrådet. Desuden blev rapporter gemt i dobbeltbundede madkasser sendt til Sverige, hvor den danske militære efterretningstjeneste modtog dem.
Bakowski mente, at en af de vigtigste aflytninger skete den 19. september 1944, da han hørte Gestapo tale om den forestående arrestation af de danske politifolk. Det lykkedes at advare mange politifolk og forhindre deres arrestation.
Få dage efter brød aflytningsgruppen ind i den forladte politistation i Helsingør og sikrede sig en fjernskriver. Med den kunne de nu også udspionere de tyske fjernskrivermeddelelser.

## Slutningen
Aflytningerne blev nu så effektive, at tyskerne anede uråd. Den 18. december 1944 opdagede to tyske telefonteknikere indgrebet i telefonnettet ved telefoncentralen i Helsingør. Det fik aflytningsgruppen til at holde lav profil, men da Gestapo efter en uge ikke havde foretaget anholdelser, genoptog den arbejdet.
Men den 17. januar 1945 slog Gestapo til mod aflytningscentralen og anholdt Bakowski, som blev taget på fersk gerning med hovedtelefonerne på, mens han aflyttede linjen.
Bakowski blev bragt til Wisborg, hvor han blev afhørt. Hans mentale tilstand var så ringe på grund af det lange og farefulde arbejde, at Gestapo behandlede ham forsigtigt ved forhøret, af frygt for at han skulle miste forstanden. Desuden brugte Bakowski sin stammen til at forsinke sine svar og få tid til at tænke sig om.
Sagens akter blev sendt til Gestapos hovedkvarter i København i Shellhuset. Men da det blev bombet af englænderne 21. marts 1945 forsvandt alle beviser.  Bakowski blev sendt til Frøslevlejren, hvor han sad til krigens slutning. Han døde i 1970 uden officiel anerkendelse for sine fortjenester.

## Tyskernes behandling af Bakowski
En direkte instruks til alle tyske soldater, officerer og Gestapo-folk i Danmark var en af grundene til at Bakowski blev behandlet så "fredeligt", selv om han blev taget på fersk gerning og var stikker: han havde forladt sit fædreland og modarbejdet det.
Tysk instruks til de tyske soldater i Danmark oversat af modstandsbevægelsen:
"Ethvert Medlem af Værnemagten maa være klar over, at han ikke betræder Fjendeland, men at Tropperne er rykket ind i Danmark til Beskyttelse af Landet og til Sikring af dets Beboere.
Følgende er derfor at iagttage.
1) Danskeren ejer stærk Nationalfølelse. Derudover føler det danske Folk sig beslægtet med de skandinaviske Folk. - Altsaa: Undgaa alt, hvad der kan saare den nationale Ære.
2) Danskeren er frihedselskende og selvbevidst. Han afviser enhver Tvang og enhver Underordnen. Han mangler Sans for militær Tugt og Autoritet. Altsaa: Spar paa Kommanderen, skrig ikke op, sligt fylder ham med Modvilje og er virkningsløst. Oplys og overbevis paa saglig Maade. En humoristisk Tone naar længst. Unødig Skarphed og Hovmestereren saarer Selvfølelsen og skal undgaas. [...]" 